# Grzegorz Wdowiak
Grzegorz Wdowiak (ur. 20 listopada 1970 w Warszawie) – polski wioślarz, olimpijczyk z Atlanty 1996. Zawodnik Warszawskiego Towarzystwa Wioślarskiego.
Mistrz Polski w dwójce podwójnej w 1995 roku (Partnerem był: Robert Sycz).
Uczestnik mistrzostw świata w:
- Wiedniu (1991) – 16. miejsce w czwórce podwójnej wagi lekkiej[2] (partnerami byli: Sławomir Czerwiński, Tomasz Filka, Rafał Zielonka),
- Racicach (1993) – 6. miejsce w dwójce podwójnej wagi lekkiej[2] (partnerem był Robert Sycz),
- Indianapolis (1994) – 7. miejsce w dwójce podwójnej wagi lekkiej[2] (partnerem był Robert Sycz),
- Tampere (1995) – 5. miejsce w dwójce podwójnej wagi lekkiej[2] (partnerem był Robert Sycz),

Na igrzyskach w Atlancie wystartował w dwójce podwójnej wagi lekkiej (partnerem był Robert Sycz). Polska osada zajęła 7. miejsce.